# 7509 Gamzatov
7509 Gamzatov este un asteroid din centura principală de asteroizi.

## Descriere
7509 Gamzatov este un asteroid din centura principală de asteroizi. A fost descoperit pe 9 martie 1977 la Observatorul de Astrofizică din Crimeea de Nikolai Cernîh. El prezintă o orbită caracterizată de o semiaxă mare de 2,22 ua, o excentricitate de 0,15 și o înclinație de 6,2° în raport cu ecliptica.